# 世界狂犬病日
世界狂犬病日（英語：World Rabies Day），是联合国所指定的紀念日，定於每年的9月28日。它由非盈利组织「全球控制狂犬病联盟」于2007年设立，并得到联合国、世界卫生组织、美国疾病防控中心等机构的支持。日期选在9月28日，是为了纪念是第一个发明狂犬病疫苗的路易·巴斯德（逝于1895年9月28日）。

## 背景
狂犬病仍然是世界許多國家的重大健康問題。狂犬病狗咬傷造成的人類死亡中，99%以上發生在發展中國家，其中 95% 發生在非洲和亞洲。除南極洲外，每個大陸的人和動物都有感染狂犬病的風險。

## 歷史
首屆世界狂犬病日活動於2007年9月8日舉行，由狂犬病控制聯盟和美國亞特蘭大疾病管制與預防中心合作發起，世界衛生組織、世界動物組織共同發起健康與泛美衛生組織。 2009年，在三個世界狂犬病日之後，全球狂犬病控制聯盟估計，在100多個國家開展了狂犬病預防和宣傳活動，全世界近1億人接受了狂犬病教育，近300萬隻狗接種了疫苗在與該活動相關的活動期間。
2011年，由國際政府機構、學術界、非政府組織和疫苗製造商組成的網路進行的一項審查認為，世界狂犬病日是幫助預防狂犬病的有用工具，目標是高危險群社區、動物衛生工作者、公共衛生從業人員、政府、關鍵意見領袖和專家。
在審查之後的幾年裡，世界狂犬病日也被各國政府和國際機構用作宣布消除狂犬病政策、計劃和進展的日子。例如，2013年，聯合國糧食及農業組織、世界衛生組織和世界動物衛生組織在世界狂犬病日發表聯合聲明，首次呼籲全球消除犬隻介導的狂犬病，并被列入了東南亞國家聯盟狂消除策略。

## 組織與理念
世界狂犬病日旨在成為一個包容性的教育日、宣傳日和行動日，以鼓勵從國際到地方各級團體加強狂犬病預防訊息的傳播。其目標包括提高全球對狂犬病以及如何預防該疾病的認識，並教育狂犬病流行國家的人們預防狂犬病。
它集中在一個線上平台上，可以在該平台上註冊世界狂犬病日活動並下載資源，以支持和促進有關狂犬病的教育信息的面授、印刷和在線宣傳。該活動還旨在將所有相關合作夥伴聚集在一起，共同努力解決狂犬病的預防和控制問題。鼓勵有狂犬病風險的社區中的衛生工作者、科學家和工作人員透過全球狂犬病控制聯盟的網站取得意識資源庫，用於當地的教育活動。
由於狂犬病是一種跨國疾病，特別是在野生動物族群中，因此該運動鼓勵狂犬病控制和預防組織的跨國合作。它還提倡「同一個健康」方法來預防狂犬病，這是一項全球策略的一部分，旨在擴大人類和動物健康保健各個方面的跨學科合作和交流.。WRD 標誌代表了狂犬病的複雜性，狂犬病可以感染人類、野生動物和家畜。

## 相關事件
紀念世界狂犬病日的活動包括有關當前狂犬病控制方法的研討會和提高良好預防實踐意識的公共活動，贊助步行、跑步或騎自行車，以及免費或外部補貼的狗疫苗接種診所。在最初的十年裡，不同國家記錄了1,700多起事件，其中非洲和亞洲的事件數量逐年增加，而狂犬病仍然是這些地區的一大問題。